# Willie Britto
Dagou Willie Anderson Britto (ur. 15 grudnia 1996 w Tapéguhé) – iworyjski piłkarz grający na pozycji prawego obrońcy. Od 2023 jest zawodnikiem klubu Mosta FC.

## Kariera klubowa
Swoją piłkarską karierę Britto rozpoczął w klubie ASI Abengourou. W sezonie 2012/2013 zadebiutował w jego barwach w pierwszej lidze iworyjskiej. W 2015 roku przeszedł do AS Tanda. W sezonie 2015/2016 wywalczył z nim mistrzostwo Wybrzeża Kości Słoniowej. Grał w nim do 2019 roku.
Latem 2019 Britto przeszedł do FC Zürich. Zadebiutował w nim 21 lipca 2019 w przegranym 0:4 meczu z FC Lugano.
Wiosną 2021 Britto wypożyczono do słowackiego FK Pohronie. Swój debiut w nim i zarazem jedyny mecz zaliczył 6 lutego 2021 przeciwko FC Nitra (3:1).
Latem 2023 Britto został piłkarzem Mosta FC. Swój debiut w nim zanotował 17 września 2023 w zremisownaym 0:0 domowym meczu z Gudja United FC.

## Kariera reprezentacyjna
W reprezentacji Wybrzeża Kości Słoniowej Britto zadebiutował 25 października 2014 w zremisowanym 1:1 towarzyskim meczu z Zambią, rozegranym w Lusace. Od 2013 do 2016 wystąpił w kadrze narodowej 11 razy.